# Cratere Popov
Popov è un cratere lunare di 71,4 km situato nella parte nord-occidentale della faccia nascosta della Luna.